# Келози
Ке́лози (фин. Kelosi) — деревня в Кипенском сельском поселении Ломоносовского района Ленинградской области.

## История
На «Топографической карте окрестностей Санкт-Петербурга» Ф. Ф. Шуберта 1831 года упомянута деревня Келози состоящая из 4 крестьянских дворов.

КЕНЮЗИ — деревня принадлежит государю великому князю Михаилу Павловичу, число жителей по ревизии: 24 м. п., 26 ж. п. (1838 год)

В пояснительном тексте к этнографической карте Санкт-Петербургской губернии П. И. Кёппена 1849 года она записана как деревня Kelosi (Волковицы или Келози) и указано количество её жителей на 1848 год: савакотов — 10 м. п., 12 ж. п., всего 22 человека.

КЕНЮЗИ — деревня Ораниенбаумского дворцового правления, по просёлочной дороге, число дворов — 10, число душ — 23 м. п. (1856 год)

Согласно «Топографической карте частей Санкт-Петербургской и Выборгской губерний» в 1860 году деревня Келози состояла из 5 крестьянских дворов. Рядом с деревней находилась каменоломня.

КЕЛЮЗИ (КЕЛОЗИ) — деревня государственная при колодце, число дворов — 8, число жителей: 27 м. п., 23 ж. п. (1862 год)

- План деревни Келози. 1885 год

В 1885 году деревня насчитывала 3 двора.
В конце XIX века деревня административно относилась к Ропшинской волости 1-го стана Петергофского уезда Санкт-Петербургской губернии, в начале XX века — 2-го стана. По приходским данным население деревни было исключительно финским.
К 1913 году количество дворов в деревне Келози увеличилось до 9.
С 1917 по 1919 год деревня входила в состав Кипенской волости Петергофского уезда.
С 1919 по 1922 год деревня Келлози входила в состав 1-го Кипенского сельсовета Кипенно-Ропшинской волости Петергофского уезда.
С 1922 года в составе Кипенно-Ропшинской волости.
С 1923 года в составе Ропшинской волости Троцкого уезда.
Согласно данным переписи населения СССР 1926 года в деревне Келози проживали 103 человека — большинство финны-ингерманландцы, а также русские.
С 1927 года в составе Урицкого района.
В 1928 году население деревни Келлози также составляло 103 человека.
С 1930 года, в составе Ленинградского Пригородного района.
- План деревни Келози. 1931 год

Согласно топографической карте 1931 года деревня насчитывала 23 двора.
По административным данным 1933 года деревня называлась Келози и также входила в состав Кипенского сельсовета Ленинградского Пригородного района.
С 1936 года в составе Красносельского района.
С 21 августа 1941 года деревня находились в зоне немецкой оккупации.
Деревня была освобождена от немецко-фашистских оккупантов 21 января 1944 года.
С 1955 года в составе Ломоносовского района.
С 1963 года в составе Гатчинского района.
С 1965 года вновь в составе Ломоносовского района. В 1965 году население деревни Келлози составляло 339 человек.
По данным 1966, 1973 и 1990 годов деревня Келози также входила в состав Кипенского сельсовета Ломоносовского района, в деревне располагалась птицефабрика «Кипенская».
В 1997 году в деревне проживали 1405 человек, в 2002 году — 1273 человек (русские — 94 %), в 2007 году — 1404.

## География
Деревня находится в южной части района на автодороге 41К-023 (Старые Низковицы — Кипень), к юго-западу от административного центра поселения — деревни Кипень.
Расстояние до административного центра поселения — 2 км.
Расстояние до ближайшей железнодорожной станции Красное Село — 19 км.

## Демография
| 1862 | 2002  | 2007  | 2010  | 2017  |
| ---- | ----- | ----- | ----- | ----- |
| 50   | ↗1273 | ↗1404 | ↘1233 | ↘1126 |

## Инфраструктура
- Детский сад[28].
- Сетевой магазин Пятёрочка[29].
- В окрестностях деревни на землях птицефабрики ведется активное коттеджное строительство[30].

## Автобусы
- № 484 Кировский завод — Андреевка (перевозчик — ООО «Домтрансавто»). Социальный автобусный маршрут города Санкт-Петербурга[31]. Оплата наличными не принимается.

## Улицы
Парковая, Садовая.